# Lodewijk II van Évreux
Lodewijk II van Évreux (circa 1336 - Parijs, 6 mei 1400) was van 1336 tot aan zijn dood graaf van Étampes. Hij behoorde tot het huis Évreux.

## Levensloop
Lodewijk II was de zoon van Karel van Évreux, graaf van Étampes, en diens echtgenote Maria de la Cerda, dochter van Ferdinand de la Cerda, pretendent van het koninkrijk Castilië. 
Enkele maanden na zijn geboorte volgde hij zijn vader op als graaf van Étampes, waar hij automatisch pair van Frankrijk werd. Bovendien was hij heer van Gien, Biscaye, Dourdan, Lunel, Gallardon en Aubigny. In 1360 was hij een van de vier prinsen van den bloede die als onderdeel van het Verdrag van Brétigny als gijzelaar naar Engeland werden gestuurd. 
Na zijn vrijlating was hij trouw aan koning Karel V van Frankrijk, van wie hij op 20 april 1364 de heerlijkheid Lunel kreeg toegewezen. Ook was hij adviseur van Karel V tot aan diens overlijden in 1380 en werd hij aangesteld als hoofdvoogd van diens tweede zoon Lodewijk I van Orléans. Bovendien onderhandelde hij op het verzoek van Karel V vredesverdragen en wapenstilstanden met diens neef, koning Karel II van Navarra. In 1367 werd hij als ambassadeur naar paus Urbanus V in Avignon gestuurd, waar hij de paus moest overtuigen om terug te keren naar Rome. In de periode 1377-1378 viel hij korte tijd in ongenade aan het Franse hof, waarna hij ging resideren in Étampes en vervolgens Dourdan.
In 1358 huwde hij met Johanna (overleden in 1389), dochter van Rudolf I van Brienne, graaf van Eu en Connétable van Frankrijk. Het huwelijk bleef kinderloos.
In 1400 stierf Lodewijk II aan een beroerte toen hij aan het dineren was met zijn neef, hertog Jan van Berry, in het Tour de Nesle in Parijs. Omdat hij kinderloos gebleven was, werden zijn gebieden door Jan van Berry geërfd.